# Otok Franje Josipa
Otok Franje Josipa (albanski: Ishulli i Franc Jozefit) je otok koji se nalazi u općini Shkodër na ušću rijeke Bojane u Albaniji. Otok je napravljen od bogate aluvijalne soli. Zbog toka rijeke otok se može pretvoriti u poluotok. Otok je također jako važan kao gnijezdo mnogih morskih ptica, pogotovo za čaplje.
Otok ima nisku nadmorsku visinu te je prekriven pješčanom obalom i johovim drvećem. Otoku su ime dali austrijski kartografi 1870. godine. Vjeruje se da je ime odabrano u čast austrijskom caru Franji Josip I.